# Santa Inés del Monte
Santa Inés del Monte là một đô thị thuộc bang Oaxaca, México. Năm 2005, dân số của đô thị này là 2275 người.